# Anouk
Anouk Stotijn-Teeuwe (født 8. april 1975 i Haag) er en hollandsk sangerinde.
Som 16-årig var Anouk med i et rhythm and blues-band, som hun dog forlod efter at være blevet optaget på Rotterdams Rytmiske Konservatorium. Hun dannede sit eget band i 1995 og optrådte ved flere lejligheder sammen med Barry Hay fra Golden Earring. Anouk fik sit egentlige gennembrud med singlen "Nobody's Wife", der var populær og nåede højt på de hollandske hitlister i efteråret 1997. I januar 2002 modtog hun den prestigefyldte Popprijs i Groningen, Holland.
I 2012 blev det offentliggjort, at Anouk skulle repræsentere Holland ved Eurovision Song Contest 2013 i Malmø, og i marts 2013 blev hendes sang, "Birds" offentliggjort. Ved den første semifinale den 14. maj 2013 kvalificerede hun sig videre til finalen den 18. maj med sin sang  og sikrede dermed Holland deres første finaleplads ved Eurovision Song Contest siden 2004. Sangen opnåede en niendeplads i finalen med i alt 114 point.

## Diskografi, albums
- 1997 : Together Alone
- 1999 : Urban Solitude
- 2002 : Lost Tracks
- 2003 : Graduated Fool
- 2004 : Update
- 2004 : Hotel New York
- 2006 : Anouk Is Alive
- 2007 : Who's Your Momma?
- 2008 : Live at GelreDome
- 2009 : For Bitter Or Worse
- 2011 : To Get Her Together
- 2013 : Sad Singalong Songs